# Troféu HQ Mix
Troféu HQ Mix ist einer der traditionsreichsten Comic-Awards in Brasilien. Der Preis wurde 1989 von João Gualberto Costa (Gual) und José Alberto Lovertro (Jal), Mitglieder der Vereinigung der brasilianischen Cartoonisten, ins Leben gerufen.
Der Name bezieht sich auf die Fernsehshow über Comics, die Gual und Jal in den 1980er Jahren hatten: "HQ" ist die Abkürzung für "História em Quadrinhos" ("Comics" in brasilianischem Portugiesisch) und "Mix" kommt vom Namen der Show ("TV Mix 4").
Das Design der Trophäe ändert sich jedes Jahr, immer wieder eine Figur aus brasilianischen Comics. Die Stimmen werden von Künstlern und Fachleuten der Region, Redakteuren, Forschern und Journalisten abgegeben.